# Elencos da INEOS Grenadiers
A equipa de ciclismo Ineos Grenadiers . teve, em sua história, os seguintes elencos:

## Sky Professional Cycling Team

### 2010

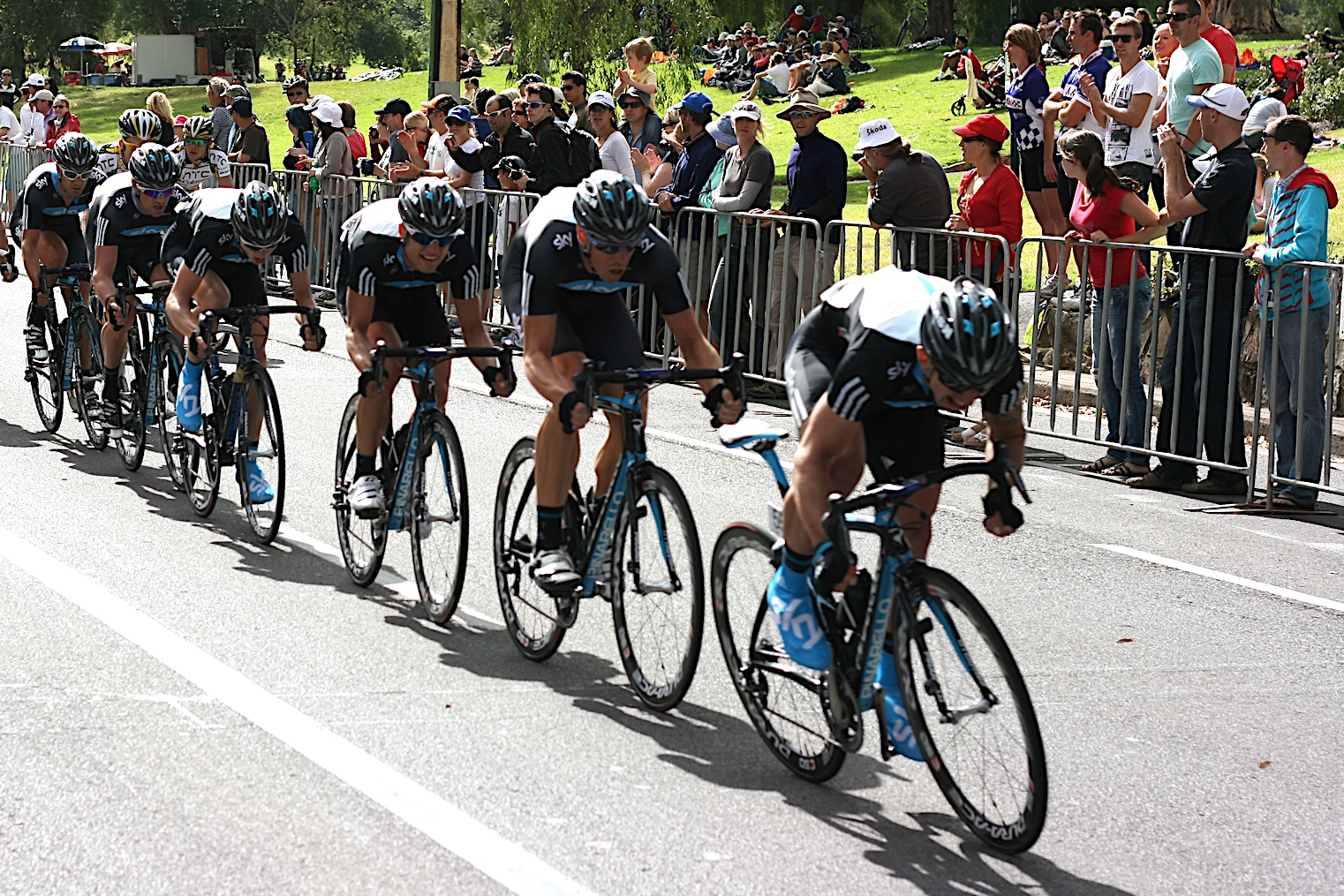
A equipa atirando do pelotão no 2010

| Nome                 | Nascimento | Nacionalidade | Equipa de 2009                 |
| Kurt-Asle Arvesen    | 09-02-1975 | Noruega       | Team Saxo Bank                 |
| John-Lee Augustyn    | 10-08-1986 | África do Sul | Barloworld                     |
| Michael Barry        | 18-12-1975 | Canadá        | Columbia-HTC                   |
| Edvald Boasson Hagen | 17-05-1987 | Noruega       | Team Columbia-HTC              |
| Sylvain Calzati      | 01-07-1979 | França        | Agritubel                      |
| Kjell Carlström      | 18/10/1976 | Finlândia     | Liquigas-Bianchi               |
| Dario Cioni          | 02/12/1974 | Itália        | ISD-Neri                       |
| Steve Cummings       | 19-03-1981 | Reino Unido   | Barloworld                     |
| Steven De Jongh      | 25.11.1973 | Países Baixos | Quick Step                     |
| Russell Downing      | 23-08-1978 | Reino Unido   | CandiTV-Marshalls Massa        |
| Juan Antonio Flecha  | 17-09-1977 | Espanha       | Rabobank                       |
| Chris Froome         | 20-05-1985 | Reino Unido   | Barloworld                     |
| Simon Gerrans        | 16-05-1980 | Austrália     | Cervélo Test Team              |
| Mathew Hayman        | 20-04-1978 | Austrália     | Rabobank                       |
| Greg Henderson       | 09-10-1976 | Nova Zelândia | Team Columbia-HTC              |
| Peter Kennaugh       | 15-06-1989 | Reino Unido   | Neoprofissional                |
| Thomas Lövkvist      | 04-04-1984 | Suécia        | Team Columbia-HTC              |
| Lars Petter Nordhaug | 14-05-1984 | Noruega       | Joker-Bianchi                  |
| Serge Pauwels        | 21-11-1983 | Bélgica       | Cervélo Test Team              |
| Nicolas Portal       | 23-04-1979 | França        | Caisse d'Epargne-Illes Balears |
| Morris Possoni       | 01-07-1984 | Itália        | Team Columbia-HTC              |
| Ian Stannard         | 25-05-1987 | Reino Unido   | ISD                            |
| Christopher Sutton   | 10-09-1984 | Austrália     | Garmin-Slipstream              |
| Ben Swift            | 06/12/1987 | Reino Unido   | Katusha                        |
| Geraint Thomas       | 25-05-1986 | Reino Unido   | Barloworld                     |
| Davide Vigano        | 12-06-1984 | Itália        | Fuji-Servetto                  |
| Bradley Wiggins      | 28.04.1980 | Reino Unido   | Garmin-Slipstream              |

## Sky Procycling

### 2011

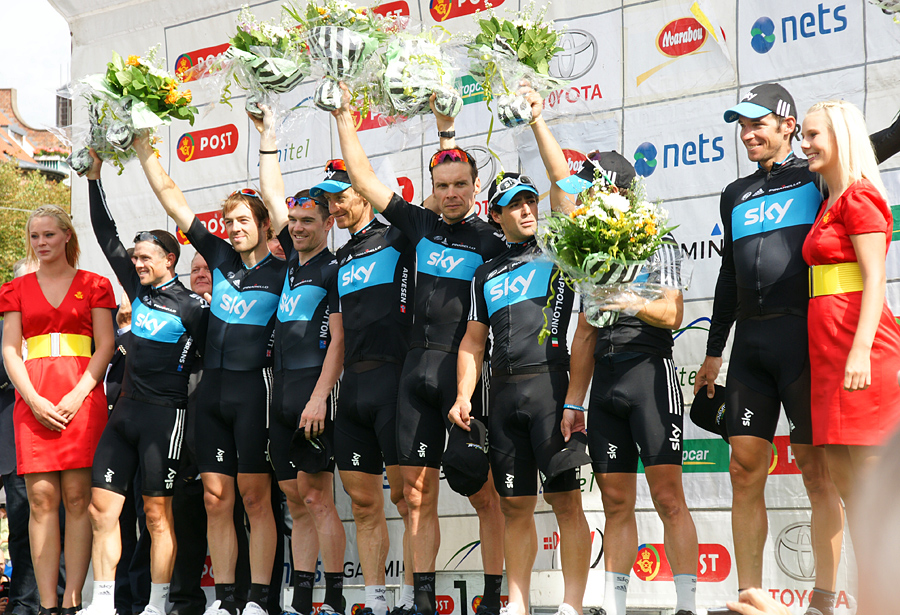
A equipa na Volta à Dinamarca de 2011

| Nome                 | Nascimento | Nacionalidade | Equipa de 2010                |
| Davide Appollonio    | 02/06/1989 | Itália        | Cervélo Test Team             |
| Kurt-Asle Arvesen    | 09/02/1975 | Noruega       | Sky Professional Cycling Team |
| John-Lee Augustyn    | 10/08/1986 | África do Sul | Sky Professional Cycling Team |
| Michael Barry        | 18/12/1975 | Canadá        | Sky Professional Cycling Team |
| Edvald Boasson Hagen | 17/05/1987 | Noruega       | Sky Professional Cycling Team |
| Kjell Carlström      | 18/10/1976 | Finlândia     | Sky Professional Cycling Team |
| Dario Cioni          | 02/12/1974 | Itália        | Sky Professional Cycling Team |
| Steve Cummings       | 19/03/1981 | Reino Unido   | Sky Professional Cycling Team |
| Alex Dowsett         | 03/10/1988 | Reino Unido   | Trek-Livestrong U23           |
| Russell Downing      | 23/08/1978 | Reino Unido   | Sky Professional Cycling Team |
| Juan Antonio Flecha  | 17/09/1977 | Espanha       | Sky Professional Cycling Team |
| Chris Froome         | 20/05/1985 | Reino Unido   | Sky Professional Cycling Team |
| Simon Gerrans        | 16/05/1980 | Austrália     | Sky Professional Cycling Team |
| Mathew Hayman        | 20/04/1978 | Austrália     | Sky Professional Cycling Team |
| Gregory Henderson    | 09/10/1976 | Nova Zelândia | Sky Professional Cycling Team |
| Jeremy Hunt          | 12/03/1974 | Reino Unido   | Cervélo Test Team             |
| Peter Kennaugh       | 15/06/1989 | Reino Unido   | Sky Professional Cycling Team |
| Christian Knees      | 05/03/1981 | Alemanha      | Team Milram                   |
| Thomas Lövkvist      | 04/04/1984 | Suécia        | Sky Professional Cycling Team |
| Lars Petter Nordhaug | 14/05/1984 | Noruega       | Sky Professional Cycling Team |
| Serge Pauwels        | 21/11/1983 | Bélgica       | Sky Professional Cycling Team |
| Morris Possoni       | 01.07.1984 | Itália        | Sky Professional Cycling Team |
| Michael Rogers       | 20/12/1979 | Austrália     | HTC-Highroad                  |
| Ian Stannard         | 25/05/1987 | Reino Unido   | Sky Professional Cycling Team |
| Christopher Sutton   | 10/09/1984 | Austrália     | Sky Professional Cycling Team |
| Ben Swift            | 06/12/1987 | Reino Unido   | Sky Professional Cycling Team |
| Geraint Thomas       | 25/05/1986 | Reino Unido   | Sky Professional Cycling Team |
| Rigoberto Urán       | 26/01/1987 | Colômbia      | Caisse d'Epargne              |
| Bradley Wiggins      | 28/04/1980 | Reino Unido   | Sky Professional Cycling Team |
| Xabier Zandio        | 17/03/1977 | Espanha       | Caisse d'Epargne              |

### 2012
| Nome                 | Nascimento | Nacionalidade  | Equipa de 2011                                |
| Davide Appollonio    | 02/06/1989 | Itália         | Sky Procycling                                |
| Michael Barry        | 18/12/1975 | Canadá         | Sky Procycling                                |
| Edvald Boasson Hagen | 17/05/1987 | Noruega        | Sky Procycling                                |
| Mark Cavendish       | 21/05/1985 | Reino Unido    | HTC-Highroad                                  |
| Alex Dowsett         | 03/10/1988 | Reino Unido    | Sky Procycling                                |
| Bernhard Eisel       | 17/02/1981 | Áustria        | HTC-Highroad                                  |
| Juan Antonio Flecha  | 17/09/1977 | Espanha        | Sky Procycling                                |
| Chris Froome         | 20/05/1985 | Reino Unido    | Sky Procycling                                |
| Mathew Hayman        | 20/04/1978 | Austrália      | Sky Procycling                                |
| Sergio Luis Henao    | 10/12/1987 | Colômbia       | Gobernación de Antioquia-Indeportes Antioquia |
| Jeremy Hunt          | 12/03/1974 | Reino Unido    | Sky Procycling                                |
| Peter Kennaugh       | 15/06/1989 | Reino Unido    | Sky Procycling                                |
| Christian Knees      | 05/03/1981 | Alemanha       | Sky Procycling                                |
| Thomas Lövkvist      | 04/04/1984 | Suécia         | Sky Procycling                                |
| Lars Petter Nordhaug | 14/05/1984 | Noruega        | Sky Procycling                                |
| Danny Pate           | 24/03/1979 | Estados Unidos | HTC-Highroad                                  |
| Richie Porte         | 30/01/1985 | Austrália      | Saxo Bank Sungard                             |
| Salvatore Puccio     | 31/08/1989 | Itália         | Neoprofissional                               |
| Michael Rogers       | 20/12/1979 | Austrália      | Sky Procycling                                |
| Luke Rowe            | 10/03/1990 | Reino Unido    | Neoprofissional                               |
| Kanstantsin Siutsou  | 09/08/1982 | Bielorrússia   | HTC-Highroad                                  |
| Ian Stannard         | 25/05/1987 | Reino Unido    | Sky Procycling                                |
| Christopher Sutton   | 10/09/1984 | Austrália      | Sky Procycling                                |
| Ben Swift            | 06/12/1987 | Reino Unido    | Sky Procycling                                |
| Geraint Thomas       | 25/05/1986 | Reino Unido    | Sky Procycling                                |
| Rigoberto Urán       | 26/01/1987 | Colômbia       | Sky Procycling                                |
| Bradley Wiggins      | 28/04/1980 | Reino Unido    | Sky Procycling                                |
| Xabier Zandio        | 17/03/1977 | Espanha        | Sky Procycling                                |

Stagiaires

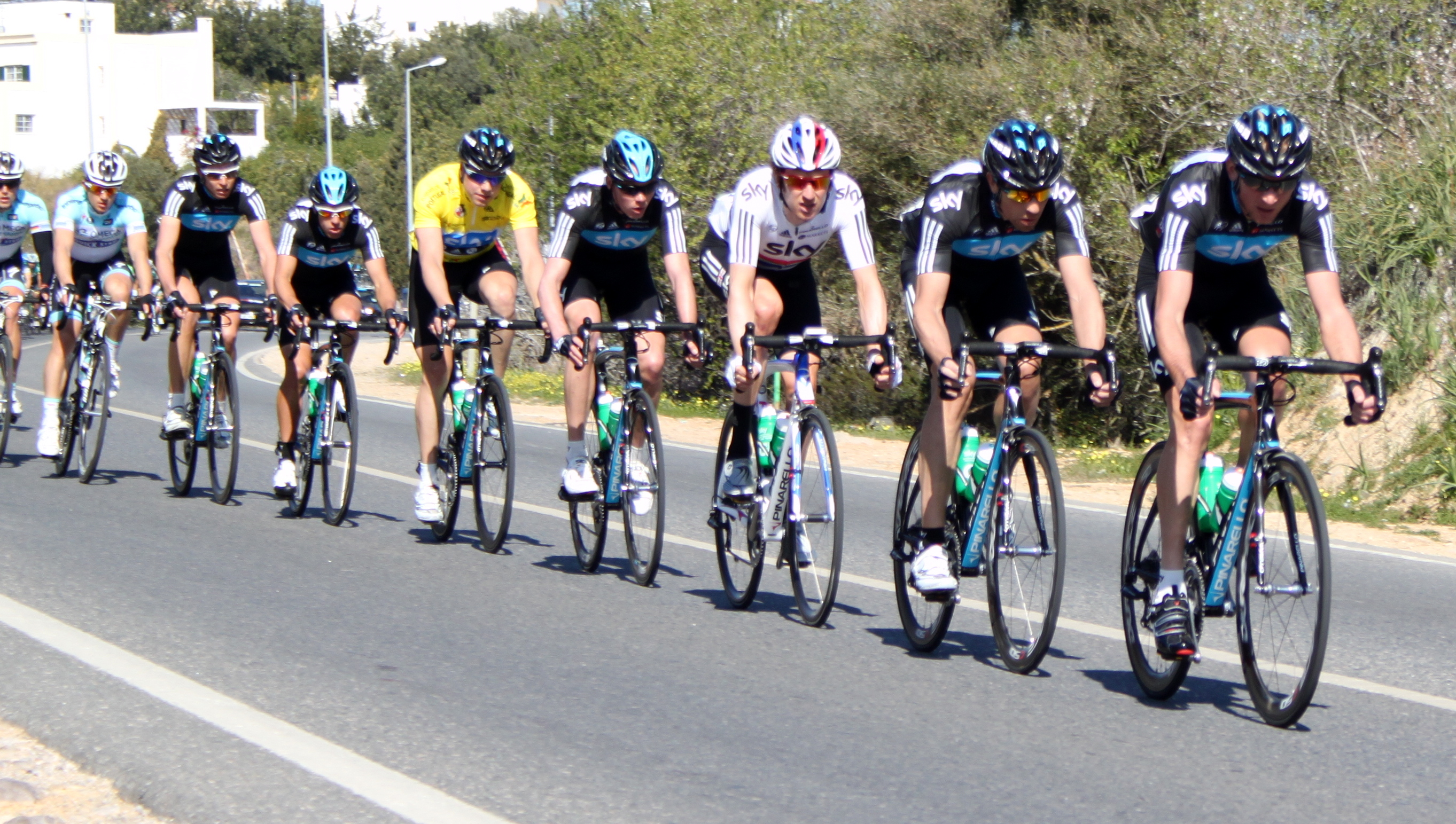
A equipa atirando do pelotão na Volta ao Algarve de 2012

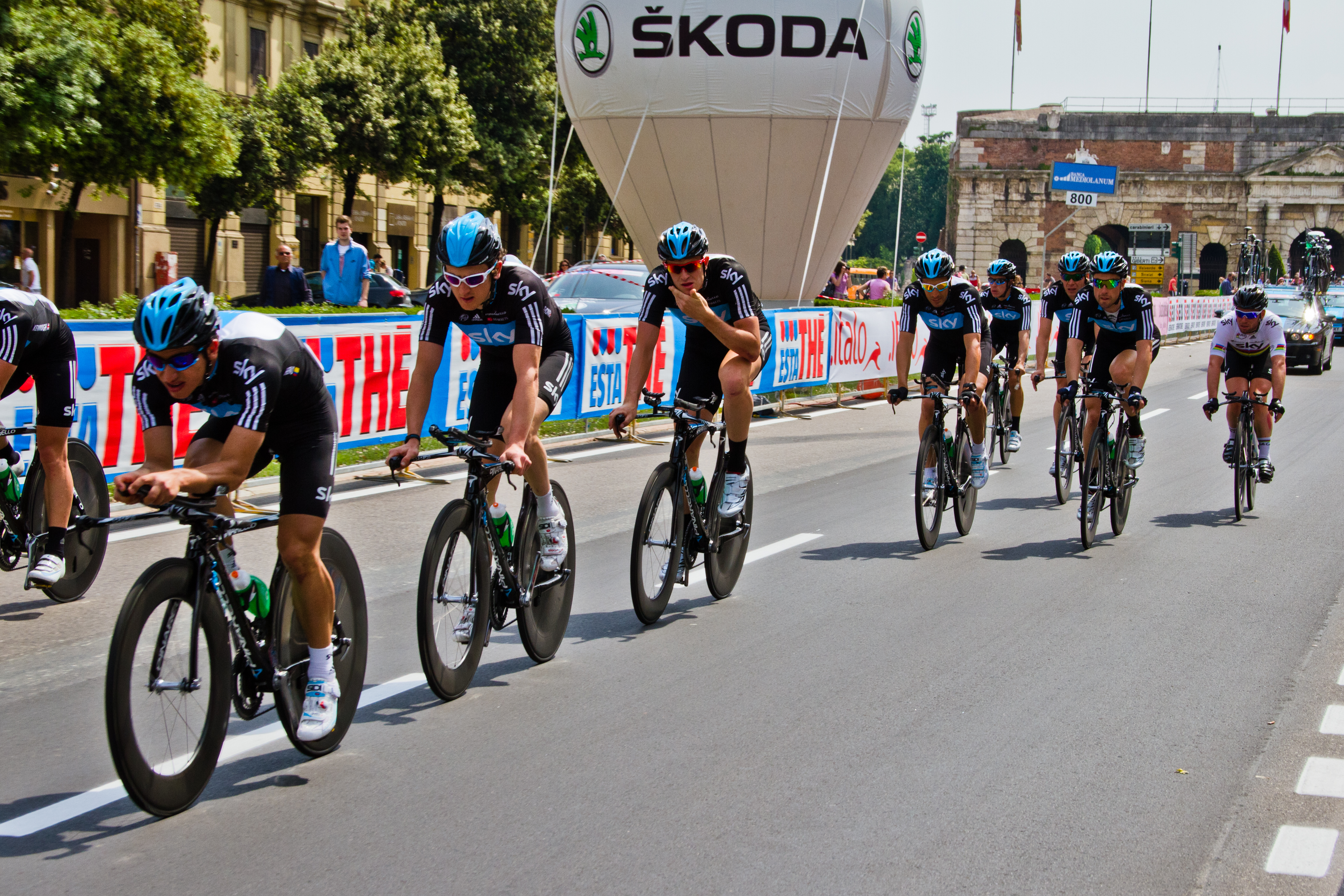
A equipa no Giro d'Italia de 2012

Desde 1 de agosto, o seguinte corredor passou a fazer parte da equipa como stagiaire (aprendiz à prova).
| Corredor          | Nascimento | Nacionalidade | Equipa 2012 |
| ----------------- | ---------- | ------------- | ----------- |
| Davide Martinelli | 31/05/1993 | Itália        |             |

## 2013
| Integrantes da equipe 2013 | Integrantes da equipe 2013 | Integrantes da equipe 2013                           | Integrantes da equipe 2013 |
| Ciclista                   | Data de nascimento         | Equipe anterior                                      |                            |
| -------------------------- | -------------------------- | ---------------------------------------------------- | -------------------------- |
| Edvald Boasson Hagen       | 17 maio 1987               | Columbia-HTC (2009)                                  |                            |
| Ian Boswell                | 7 fevereiro 1991           | Bontrager Livestrong (2012)                          |                            |
| Dario Cataldo              | 17 março 1985              | Omega Pharma-Quick Step (2012)                       |                            |
| Joe Dombrowski             | 12 maio 1991               | Bontrager Livestrong (2012)                          |                            |
| Joshua Edmondson           | 6 julho 1992               | Colpack (2012)                                       |                            |
| Bernhard Eisel             | 17 fevereiro 1981          | HTC-Highroad (2011)                                  |                            |
| Chris Froome               | 20 maio 1985               | Barloworld (2009)                                    |                            |
| Mathew Hayman              | 20 abril 1978              | Rabobank (2009)                                      |                            |
| Sergio Henao               | 10 dezembro 1987           | Gobernación de Antioquia-Indeportes Antioquia (2011) |                            |
| Peter Kennaugh             | 15 junho 1989              | 100% me (2009)                                       |                            |
| Vasil Kiryienka            | 28 junho 1981              | Movistar Team (2012)                                 |                            |
| Christian Knees            | 5 março 1981               | Team Milram (2010)                                   |                            |
| David López García         | 13 maio 1981               | Movistar Team (2012)                                 |                            |
| Danny Pate                 | 23 março 1979              | HTC-Highroad (2011)                                  |                            |
| Richie Porte               | 30 janeiro 1985            | Saxo Bank-Sungard (2011)                             |                            |
| Salvatore Puccio           | 31 agosto 1989             |                                                      |                            |
| Gabriel Rasch              | 8 abril 1976               | FDJ-BigMat (2012)                                    |                            |
| Luke Rowe                  | 10 março 1990              | 100% me (2011)                                       |                            |
| Kanstantsin Sivtsov        | 9 agosto 1982              | HTC-Highroad (2011)                                  |                            |
| Ian Stannard               | 25 maio 1987               | ISD-Neri (2009)                                      |                            |
| Christopher Sutton         | 10 setembro 1984           | Garmin-Slipstream (2009)                             |                            |
| Ben Swift                  | 5 novembro 1987            | Katusha (2009)                                       |                            |
| Geraint Thomas             | 25 maio 1986               | Barloworld (2009)                                    |                            |
| Jonathan Tiernan-Locke     | 26 dezembro 1984           | Endura Racing (2012)                                 |                            |
| Rigoberto Urán             | 26 janeiro 1987            | Caisse d'Épargne (2010)                              |                            |
| Bradley Wiggins            | 28 abril 1980              | Garmin-Slipstream (2009)                             |                            |
| Xabier Zandio              | 17 março 1977              | Caisse d'Épargne (2010)                              |                            |
|                            |                            |                                                      |                            |
| Fonte: ProCyclingStats     |                            |                                                      |                            |

## Team Sky

### 2014
| Nome                 | Nascimento | Nacionalidade  | Equipa de 2013                      |
| Edvald Boasson Hagen | 17/05/1987 | Noruega        | Sky Procycling                      |
| Ian Boswell          | 07/02/1991 | Estados Unidos | Sky Procycling                      |
| Dario Cataldo        | 17/03/1985 | Itália         | Sky Procycling                      |
| Philip Deignan       | 07/09/1983 | Irlanda        | UnitedHealthcare Pro Cycling Team   |
| Joe Dombrowski       | 12/05/1991 | Estados Unidos | Sky Procycling                      |
| Nathan Earle         | 04/06/1988 | Austrália      | Huon Salmon-Genesys Wealth Advisers |
| Joshua Edmondson     | 06/06/1992 | Reino Unido    | Sky Procycling                      |
| Bernhard Eisel       | 17/02/1981 | Áustria        | Sky Procycling                      |
| Chris Froome         | 20/05/1985 | Reino Unido    | Sky Procycling                      |
| Sebastián Henao      | 05/08/1993 | Colômbia       | Colombia Coldeportes                |
| Sergio Luis Henao    | 10/12/1987 | Colômbia       | Sky Procycling                      |
| Peter Kennaugh       | 15/16/1989 | Reino Unido    | Sky Procycling                      |
| Vasil Kiryienka      | 28/06/1981 | Bielorrússia   | Sky Procycling                      |
| Christian Knees      | 05/03/1981 | Alemanha       | Sky Procycling                      |
| David López          | 13/05/1981 | Espanha        | Sky Procycling                      |
| Mikel Nieve          | 26/05/1984 | Espanha        | Euskaltel Euskadi                   |
| Danny Pate           | 24/03/1979 | Estados Unidos | Sky Procycling                      |
| Richie Porte         | 30/01/1985 | Austrália      | Sky Procycling                      |
| Salvatore Puccio     | 31/08/1989 | Itália         | Sky Procycling                      |
| Gabriel Rasch        | 08/04/1976 | Noruega        | Sky Procycling                      |
| Luke Rowe            | 10/03/1990 | Reino Unido    | Sky Procycling                      |
| Kanstantsín Siutsou  | 09/08/1982 | Bielorrússia   | Sky Procycling                      |
| Ian Stannard         | 25/05/1987 | Reino Unido    | Sky Procycling                      |
| Christopher Sutton   | 10/09/1984 | Austrália      | Sky Procycling                      |
| Ben Swift            | 06/12/1987 | Reino Unido    | Sky Procycling                      |
| Geraint Thomas       | 25/05/1986 | Reino Unido    | Sky Procycling                      |
| Bradley Wiggins      | 28/04/1980 | Reino Unido    | Sky Procycling                      |
| Xabier Zandio        | 17/03/1977 | Espanha        | Sky Procycling                      |

Stagiaires

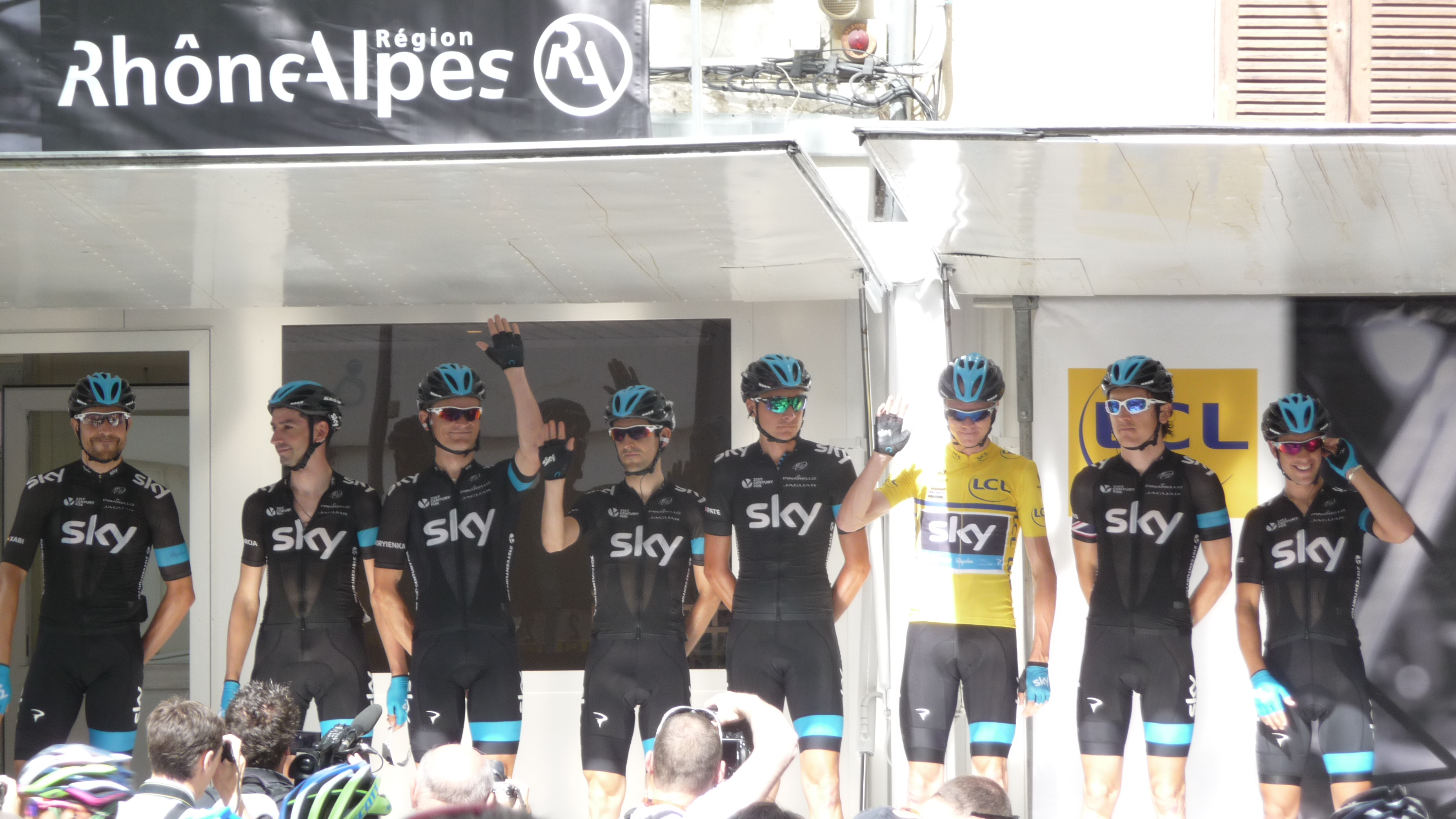
O Team Sky em 2014

Desde 1 de agosto, o seguinte corredor passou a fazer parte da equipa como stagiaire (aprendiz à prova).
| Corredor          | Nascimento | Nacionalidade | Equipa de 2012 |
| ----------------- | ---------- | ------------- | -------------- |
| Davide Martinelli | 31/05/1993 | Itália        | Team Colpack   |

## 2015
| Integrantes da equipe 2015                   | Integrantes da equipe 2015 | Integrantes da equipe 2015                           | Integrantes da equipe 2015 |
| Ciclista                                     | Data de nascimento         | Equipe anterior                                      |                            |
| -------------------------------------------- | -------------------------- | ---------------------------------------------------- | -------------------------- |
| Ian Boswell                                  | 7 fevereiro 1991           | Bontrager Livestrong (2012)                          |                            |
| Philip Deignan                               | 7 setembro 1983            | UnitedHealthcare (2013)                              |                            |
| Nathan Earle                                 | 4 junho 1988               | Huon Salmon-Genesys Wealth Advisers (2013)           |                            |
| Bernhard Eisel                               | 17 fevereiro 1981          | HTC-Highroad (2011)                                  |                            |
| Andrew Fenn                                  | 1 julho 1990               | Omega Pharma-Quick Step (2014)                       |                            |
| Chris Froome                                 | 20 maio 1985               | Barloworld (2009)                                    |                            |
| Sebastián Henao                              | 5 agosto 1993              | Colombia-Coldeportes (2013)                          |                            |
| Sergio Henao                                 | 10 dezembro 1987           | Gobernación de Antioquia-Indeportes Antioquia (2011) |                            |
| Peter Kennaugh                               | 15 junho 1989              | 100% me (2009)                                       |                            |
| Vasil Kiryienka                              | 28 junho 1981              | Movistar Team (2012)                                 |                            |
| Christian Knees                              | 5 março 1981               | Team Milram (2010)                                   |                            |
| Leopold König                                | 15 novembro 1987           | NetApp-Endura (2014)                                 |                            |
| David López García                           | 13 maio 1981               | Movistar Team (2012)                                 |                            |
| Mikel Nieve                                  | 26 maio 1984               | Euskaltel Euskadi (2013)                             |                            |
| Lars Petter Nordhaug                         | 14 maio 1984               | Belkin (2014)                                        |                            |
| Danny Pate                                   | 23 março 1979              | HTC-Highroad (2011)                                  |                            |
| Wout Poels                                   | 1 outubro 1987             | Omega Pharma-Quick Step (2014)                       |                            |
| Richie Porte                                 | 30 janeiro 1985            | Saxo Bank-Sungard (2011)                             |                            |
| Salvatore Puccio                             | 31 agosto 1989             |                                                      |                            |
| Nicolas Roche                                | 3 julho 1984               | Tinkoff-Saxo (2014)                                  |                            |
| Luke Rowe                                    | 10 março 1990              | 100% me (2011)                                       |                            |
| Kanstantsin Sivtsov                          | 9 agosto 1982              | HTC-Highroad (2011)                                  |                            |
| Ian Stannard                                 | 25 maio 1987               | ISD-Neri (2009)                                      |                            |
| Christopher Sutton                           | 10 setembro 1984           | Garmin-Slipstream (2009)                             |                            |
| Ben Swift                                    | 5 novembro 1987            | Katusha (2009)                                       |                            |
| Geraint Thomas                               | 25 maio 1986               | Barloworld (2009)                                    |                            |
| Elia Viviani                                 | 7 fevereiro 1989           | Cannondale (2014)                                    |                            |
| Bradley Wiggins (1 jan.–29 abr.)             | 28 abril 1980              | Garmin-Slipstream (2009)                             |                            |
| Xabier Zandio                                | 17 março 1977              | Caisse d'Épargne (2010)                              |                            |
| Tao Geoghegan Hart (1 ago.–31 dez., trainee) | 30 março 1995              | Axeon (2015)                                         |                            |
| Alex Peters (1 ago.–31 dez., trainee)        | 31 março 1994              | Madison Genesis (2014)                               |                            |
|                                              |                            |                                                      |                            |
| Fonte: ProCyclingStats                       |                            |                                                      |                            |

## 2016
| Integrantes da equipe 2016                                | Integrantes da equipe 2016 | Integrantes da equipe 2016                           | Integrantes da equipe 2016 |
| Ciclista                                                  | Data de nascimento         | Equipe anterior                                      |                            |
| --------------------------------------------------------- | -------------------------- | ---------------------------------------------------- | -------------------------- |
| Ian Boswell                                               | 7 fevereiro 1991           | Bontrager Livestrong (2012)                          |                            |
| Philip Deignan                                            | 7 setembro 1983            | UnitedHealthcare (2013)                              |                            |
| Andrew Fenn                                               | 1 julho 1990               | Omega Pharma-Quick Step (2014)                       |                            |
| Chris Froome                                              | 20 maio 1985               | Barloworld (2009)                                    |                            |
| Michał Gołaś                                              | 29 abril 1984              | Etixx-Quick Step (2015)                              |                            |
| Sebastián Henao                                           | 5 agosto 1993              | Colombia-Coldeportes (2013)                          |                            |
| Sergio Henao                                              | 10 dezembro 1987           | Gobernación de Antioquia-Indeportes Antioquia (2011) |                            |
| Beñat Intxausti                                           | 20 março 1986              | Movistar Team (2015)                                 |                            |
| Peter Kennaugh                                            | 15 junho 1989              | 100% me (2009)                                       |                            |
| Vasil Kiryienka                                           | 28 junho 1981              | Movistar Team (2012)                                 |                            |
| Christian Knees                                           | 5 março 1981               | Team Milram (2010)                                   |                            |
| Leopold König                                             | 15 novembro 1987           | NetApp-Endura (2014)                                 |                            |
| Michał Kwiatkowski                                        | 2 junho 1990               | Etixx-Quick Step (2015)                              |                            |
| Mikel Landa                                               | 13 dezembro 1989           | Astana (2015)                                        |                            |
| David López García                                        | 13 maio 1981               | Movistar Team (2012)                                 |                            |
| Gianni Moscon                                             | 20 abril 1994              | Zalf Euromobil Désirée Fior (2015)                   |                            |
| Mikel Nieve                                               | 26 maio 1984               | Euskaltel Euskadi (2013)                             |                            |
| Lars Petter Nordhaug                                      | 14 maio 1984               | Belkin (2014)                                        |                            |
| Alex Peters                                               | 31 março 1994              | SEG Racing (2015)                                    |                            |
| Wout Poels                                                | 1 outubro 1987             | Omega Pharma-Quick Step (2014)                       |                            |
| Salvatore Puccio                                          | 31 agosto 1989             |                                                      |                            |
| Nicolas Roche                                             | 3 julho 1984               | Tinkoff-Saxo (2014)                                  |                            |
| Luke Rowe                                                 | 10 março 1990              | 100% me (2011)                                       |                            |
| Ian Stannard                                              | 25 maio 1987               | ISD-Neri (2009)                                      |                            |
| Ben Swift                                                 | 5 novembro 1987            | Katusha (2009)                                       |                            |
| Geraint Thomas                                            | 25 maio 1986               | Barloworld (2009)                                    |                            |
| Danny van Poppel                                          | 26 julho 1993              | Trek Factory Racing (2015)                           |                            |
| Elia Viviani                                              | 7 fevereiro 1989           | Cannondale (2014)                                    |                            |
| Xabier Zandio                                             | 17 março 1977              | Caisse d'Épargne (2010)                              |                            |
| Owain Doull (1 ago.–31 dez., trainee)                     | 2 maio 1993                | Team Wiggins (2016)                                  |                            |
|                                                           |                            |                                                      |                            |
| Fontes: ProCyclingStats Cycling Quotient Cycling Archives |                            |                                                      |                            |

## 2017
| Integrantes da equipe 2017               | Integrantes da equipe 2017 | Integrantes da equipe 2017                           | Integrantes da equipe 2017 |
| Ciclista                                 | Data de nascimento         | Equipe anterior                                      |                            |
| ---------------------------------------- | -------------------------- | ---------------------------------------------------- | -------------------------- |
| Ian Boswell                              | 7 fevereiro 1991           | Bontrager Livestrong (2012)                          |                            |
| Philip Deignan                           | 7 setembro 1983            | UnitedHealthcare (2013)                              |                            |
| Jonathan Dibben                          | 12 fevereiro 1994          | Team Wiggins (2016)                                  |                            |
| Owain Doull                              | 2 maio 1993                | Team Wiggins (2016)                                  |                            |
| Kenny Elissonde                          | 22 julho 1991              | FDJ (2016)                                           |                            |
| Chris Froome                             | 20 maio 1985               | Barloworld (2009)                                    |                            |
| Tao Geoghegan Hart                       | 30 março 1995              | Axeon-Hagens Berman (2016)                           |                            |
| Michał Gołaś                             | 29 abril 1984              | Etixx-Quick Step (2015)                              |                            |
| Sebastián Henao                          | 5 agosto 1993              | Colombia-Coldeportes (2013)                          |                            |
| Sergio Henao                             | 10 dezembro 1987           | Gobernación de Antioquia-Indeportes Antioquia (2011) |                            |
| Beñat Intxausti                          | 20 março 1986              | Movistar Team (2015)                                 |                            |
| Peter Kennaugh                           | 15 junho 1989              | 100% me (2009)                                       |                            |
| Vasil Kiryienka                          | 28 junho 1981              | Movistar Team (2012)                                 |                            |
| Christian Knees                          | 5 março 1981               | Team Milram (2010)                                   |                            |
| Michał Kwiatkowski                       | 2 junho 1990               | Etixx-Quick Step (2015)                              |                            |
| Mikel Landa                              | 13 dezembro 1989           | Astana (2015)                                        |                            |
| David López García                       | 13 maio 1981               | Movistar Team (2012)                                 |                            |
| Gianni Moscon                            | 20 abril 1994              | Zalf Euromobil Désirée Fior (2015)                   |                            |
| Mikel Nieve                              | 26 maio 1984               | Euskaltel Euskadi (2013)                             |                            |
| Wout Poels                               | 1 outubro 1987             | Omega Pharma-Quick Step (2014)                       |                            |
| Salvatore Puccio                         | 31 agosto 1989             |                                                      |                            |
| Diego Rosa                               | 27 março 1989              | Astana (2016)                                        |                            |
| Luke Rowe                                | 10 março 1990              | 100% me (2011)                                       |                            |
| Ian Stannard                             | 25 maio 1987               | ISD-Neri (2009)                                      |                            |
| Geraint Thomas                           | 25 maio 1986               | Barloworld (2009)                                    |                            |
| Danny van Poppel                         | 26 julho 1993              | Trek Factory Racing (2015)                           |                            |
| Elia Viviani                             | 7 fevereiro 1989           | Cannondale (2014)                                    |                            |
| Łukasz Wiśniowski                        | 7 dezembro 1991            | Etixx-Quick Step (2016)                              |                            |
|                                          |                            |                                                      |                            |
| Fontes: ProCyclingStats Cycling Quotient |                            |                                                      |                            |

## 2018
| Integrantes da equipe 2018               | Integrantes da equipe 2018 | Integrantes da equipe 2018                           | Integrantes da equipe 2018 |
| Ciclista                                 | Data de nascimento         | Equipe anterior                                      |                            |
| ---------------------------------------- | -------------------------- | ---------------------------------------------------- | -------------------------- |
| Egan Bernal                              | 13 janeiro 1997            | Androni-Sidermec-Bottecchia (2017)                   |                            |
| Jonathan Castroviejo                     | 27 abril 1987              | Movistar Team (2017)                                 |                            |
| David de la Cruz                         | 6 maio 1989                | Quick-Step Floors (2017)                             |                            |
| Philip Deignan                           | 7 setembro 1983            | UnitedHealthcare (2013)                              |                            |
| Jonathan Dibben                          | 12 fevereiro 1994          | Team Wiggins (2016)                                  |                            |
| Owain Doull                              | 2 maio 1993                | Team Wiggins (2016)                                  |                            |
| Kenny Elissonde                          | 22 julho 1991              | FDJ (2016)                                           |                            |
| Chris Froome                             | 20 maio 1985               | Barloworld (2009)                                    |                            |
| Tao Geoghegan Hart                       | 30 março 1995              | Axeon-Hagens Berman (2016)                           |                            |
| Michał Gołaś                             | 29 abril 1984              | Etixx-Quick Step (2015)                              |                            |
| Kristoffer Halvorsen                     | 13 abril 1996              | Joker Icopal (2017)                                  |                            |
| Sebastián Henao                          | 5 agosto 1993              | Colombia-Coldeportes (2013)                          |                            |
| Sergio Henao                             | 10 dezembro 1987           | Gobernación de Antioquia-Indeportes Antioquia (2011) |                            |
| Beñat Intxausti                          | 20 março 1986              | Movistar Team (2015)                                 |                            |
| Vasil Kiryienka                          | 28 junho 1981              | Movistar Team (2012)                                 |                            |
| Christian Knees                          | 5 março 1981               | Team Milram (2010)                                   |                            |
| Michał Kwiatkowski                       | 2 junho 1990               | Etixx-Quick Step (2015)                              |                            |
| Christopher Lawless                      | 4 novembro 1995            | Axeon-Hagens Berman (2017)                           |                            |
| David López García                       | 13 maio 1981               | Movistar Team (2012)                                 |                            |
| Gianni Moscon                            | 20 abril 1994              | Zalf Euromobil Désirée Fior (2015)                   |                            |
| Wout Poels                               | 1 outubro 1987             | Omega Pharma-Quick Step (2014)                       |                            |
| Salvatore Puccio                         | 31 agosto 1989             |                                                      |                            |
| Diego Rosa                               | 27 março 1989              | Astana (2016)                                        |                            |
| Luke Rowe                                | 10 março 1990              | 100% me (2011)                                       |                            |
| Pavel Sivakov                            | 11 julho 1997              | BMC Development (2017)                               |                            |
| Ian Stannard                             | 25 maio 1987               | ISD-Neri (2009)                                      |                            |
| Geraint Thomas                           | 25 maio 1986               | Barloworld (2009)                                    |                            |
| Dylan van Baarle                         | 21 maio 1992               | Cannondale-Drapac (2017)                             |                            |
| Łukasz Wiśniowski                        | 7 dezembro 1991            | Etixx-Quick Step (2016)                              |                            |
| Leonardo Basso                           | 25 dezembro 1993           | General Store Bottoli Zardini (2017)                 |                            |
| Edward Dunbar (13 set.–31 dez.)          | 1 setembro 1996            | Axeon-Hagens Berman (2017)                           |                            |
|                                          |                            |                                                      |                            |
| Fontes: ProCyclingStats Cycling Quotient |                            |                                                      |                            |

## 2019
| Integrantes da equipe 2019               | Integrantes da equipe 2019 | Integrantes da equipe 2019           | Integrantes da equipe 2019 |
| Ciclista                                 | Data de nascimento         | Equipe anterior                      |                            |
| ---------------------------------------- | -------------------------- | ------------------------------------ | -------------------------- |
| Leonardo Basso                           | 25 dezembro 1993           | General Store Bottoli Zardini (2017) |                            |
| Egan Bernal                              | 13 janeiro 1997            | Androni-Sidermec-Bottecchia (2017)   |                            |
| Jonathan Castroviejo                     | 27 abril 1987              | Movistar Team (2017)                 |                            |
| David de la Cruz                         | 6 maio 1989                | Quick-Step Floors (2017)             |                            |
| Owain Doull                              | 2 maio 1993                | Team Wiggins (2016)                  |                            |
| Edward Dunbar                            | 1 setembro 1996            | Aqua Blue Sport (2018)               |                            |
| Kenny Elissonde                          | 22 julho 1991              | FDJ (2016)                           |                            |
| Chris Froome                             | 20 maio 1985               | Barloworld (2009)                    |                            |
| Filippo Ganna                            | 25 julho 1996              | UAE Team Emirates (2018)             |                            |
| Tao Geoghegan Hart                       | 30 março 1995              | Axeon-Hagens Berman (2016)           |                            |
| Michał Gołaś                             | 29 abril 1984              | Etixx-Quick Step (2015)              |                            |
| Kristoffer Halvorsen                     | 13 abril 1996              | Joker Icopal (2017)                  |                            |
| Sebastián Henao                          | 5 agosto 1993              | Colombia-Coldeportes (2013)          |                            |
| Vasil Kiryienka                          | 28 junho 1981              | Movistar Team (2012)                 |                            |
| Christian Knees                          | 5 março 1981               | Team Milram (2010)                   |                            |
| Michał Kwiatkowski                       | 2 junho 1990               | Etixx-Quick Step (2015)              |                            |
| Christopher Lawless                      | 4 novembro 1995            | Axeon-Hagens Berman (2017)           |                            |
| Gianni Moscon                            | 20 abril 1994              | Zalf Euromobil Désirée Fior (2015)   |                            |
| Jhonatan Narváez                         | 4 março 1997               | Quick-Step Floors (2018)             |                            |
| Wout Poels                               | 1 outubro 1987             | Omega Pharma-Quick Step (2014)       |                            |
| Salvatore Puccio                         | 31 agosto 1989             |                                      |                            |
| Diego Rosa                               | 27 março 1989              | Astana (2016)                        |                            |
| Luke Rowe                                | 10 março 1990              | 100% me (2011)                       |                            |
| Pavel Sivakov                            | 11 julho 1997              | BMC Development (2017)               |                            |
| Iván Ramiro Sosa                         | 31 outubro 1997            | Androni Giocattoli-Sidermec (2018)   |                            |
| Ian Stannard                             | 25 maio 1987               | ISD-Neri (2009)                      |                            |
| Ben Swift                                | 5 novembro 1987            | UAE Team Emirates (2018)             |                            |
| Geraint Thomas                           | 25 maio 1986               | Barloworld (2009)                    |                            |
| Dylan van Baarle                         | 21 maio 1992               | Cannondale-Drapac (2017)             |                            |
|                                          |                            |                                      |                            |
| Fontes: ProCyclingStats Cycling Quotient |                            |                                      |                            |

## Team INEOS

### 2020
| Nome                 | Nascimento | Nacionalidade | Equipa de 2019          |
| Andrey Amador        | 29/08/1986 | Costa Rica    | Movistar Team           |
| Leonardo Basso       | 25/12/1993 | Itália        | Team INEOS              |
| Egan Bernal          | 13/01/1997 | Colômbia      | Team INEOS              |
| Richard Carapaz      | 29/05/1993 | Equador       | Movistar Team           |
| Jonathan Castroviejo | 27/04/1987 | Espanha       | Team INEOS              |
| Rohan Dennis         | 28/05/1990 | Austrália     | Bahrain Merida          |
| Owain Doull          | 02/05/1993 | Reino Unido   | Team INEOS              |
| Edward Dunbar        | 01/09/1996 | Irlanda       | Team INEOS              |
| Chris Froome         | 20/05/1985 | Reino Unido   | Team INEOS              |
| Filippo Ganna        | 25/07/1996 | Itália        | Team INEOS              |
| Tao Geoghegan Hart   | 30/03/1995 | Reino Unido   | Team INEOS              |
| Michał Gołaś         | 29/04/1984 | Polónia       | Team INEOS              |
| Ethan Hayter         | 18/09/1998 | Reino Unido   | Neo (100% Me)           |
| Sebastián Henao      | 05/08/1993 | Colômbia      | Team INEOS              |
| Vasil Kiryienka      | 28/06/1981 | Bielorrússia  | Team INEOS              |
| Christian Knees      | 05/03/1981 | Alemanha      | Team INEOS              |
| Michał Kwiatkowski   | 02/06/1990 | Polónia       | Team INEOS              |
| Christopher Lawless  | 04/11/1995 | Reino Unido   | Team INEOS              |
| Gianni Moscon        | 20/04/1994 | Itália        | Team INEOS              |
| Jhonatan Narváez     | 04/03/1997 | Equador       | Team INEOS              |
| Salvatore Puccio     | 31/08/1989 | Itália        | Team INEOS              |
| Brandon Rivera       | 21/03/1996 | Colômbia      | GW Shimano              |
| Carlos Rodríguez     | 02/02/2001 | Espanha       | Neo (Fundação Contador) |
| Luke Rowe            | 10/03/1990 | Reino Unido   | Team INEOS              |
| Pavel Sivakov        | 11/07/1997 | Rússia        | Team INEOS              |
| Iván Ramiro Sosa     | 31/10/1997 | Colômbia      | Team INEOS              |
| Ian Stannard         | 25/05/1987 | Reino Unido   | Team INEOS              |
| Ben Swift            | 05/11/1987 | Reino Unido   | Team INEOS              |
| Geraint Thomas       | 25/05/1986 | Reino Unido   | Team INEOS              |
| Dylan van Baarle     | 21/05/1992 | Países Baixos | Team INEOS              |
| Cameron Wurf         | 03/08/1983 | Austrália     | Cannondale (2014)       |

1. ↑  Desde 12 de fevereiro
2. ↑  Até a 30 de janeiro
3. ↑  Desde 31 de janeiro

## Ineos Grenadiers

### 2021
| Nome                   | Nascimento | Nacionalidade | Equipa de 2020       |
| Andrey Amador          | 29/08/1986 | Costa Rica    | Ineos Grenadiers     |
| Leonardo Basso         | 25/12/1993 | Itália        | Ineos Grenadiers     |
| Egan Bernal            | 13/01/1997 | Colômbia      | Ineos Grenadiers     |
| Richard Carapaz        | 29/05/1993 | Equador       | Ineos Grenadiers     |
| Jonathan Castroviejo   | 27/04/1987 | Espanha       | Ineos Grenadiers     |
| Laurens De Plus        | 04/09/1995 | Bélgica       | Team Jumbo-Visma     |
| Rohan Dennis           | 28/05/1990 | Austrália     | Ineos Grenadiers     |
| Owain Doull            | 02/05/1993 | Reino Unido   | Ineos Grenadiers     |
| Edward Dunbar          | 01/09/1996 | Irlanda       | Ineos Grenadiers     |
| Filippo Ganna          | 25/07/1996 | Itália        | Ineos Grenadiers     |
| Tao Geoghegan Hart     | 30/03/1995 | Reino Unido   | Ineos Grenadiers     |
| Michał Gołaś           | 29/04/1984 | Polónia       | Ineos Grenadiers     |
| Ethan Hayter           | 18/09/1998 | Reino Unido   | Ineos Grenadiers     |
| Sebastián Henao        | 05/08/1993 | Colômbia      | Ineos Grenadiers     |
| Michał Kwiatkowski     | 02/06/1990 | Polónia       | Ineos Grenadiers     |
| Daniel Felipe Martínez | 25/04/1996 | Colômbia      | EF Pro Cycling       |
| Gianni Moscon          | 20/04/1994 | Itália        | Ineos Grenadiers     |
| Jhonatan Narváez       | 04/03/1997 | Equador       | Ineos Grenadiers     |
| Thomas Pidcock         | 30/07/1999 | Reino Unido   | Neo (TRINITY Racing) |
| Richie Porte           | 30/01/1985 | Austrália     | Trek-Segafredo       |
| Salvatore Puccio       | 31/08/1989 | Itália        | Ineos Grenadiers     |
| Brandon Rivera         | 21/03/1996 | Colômbia      | Ineos Grenadiers     |
| Carlos Rodríguez       | 02/02/2001 | Espanha       | Ineos Grenadiers     |
| Luke Rowe              | 10/03/1990 | Reino Unido   | Ineos Grenadiers     |
| Pavel Sivakov          | 11/07/1997 | Rússia        | Ineos Grenadiers     |
| Iván Ramiro Sosa       | 31/10/1997 | Colômbia      | Ineos Grenadiers     |
| Ben Swift              | 05/11/1987 | Reino Unido   | Ineos Grenadiers     |
| Geraint Thomas         | 25/05/1986 | Reino Unido   | Ineos Grenadiers     |
| Dylan van Baarle       | 21/05/1992 | Países Baixos | Ineos Grenadiers     |
| Cameron Wurf           | 03/08/1983 | Austrália     | Ineos Grenadiers     |
| Adam Yates             | 07/08/1992 | Reino Unido   | Mitchelton-Scott     |

1. ↑  Desde 1 de fevereiro

Stagiaires

Desde 1 de agosto, os seguintes corredores passaram a fazer parte da equipa como stagiaires (aprendices a prova).
| Corredor   | Nascimento | Nacionalidade | Equipa de 2021 |
| ---------- | ---------- | ------------- | -------------- |
| Luke Plapp | 25/12/2000 | Austrália     |                |